# Elephantopus mendoncae
Elephantopus mendoncae là một loài thực vật có hoa trong họ Cúc. Loài này được Philipson mô tả khoa học đầu tiên năm 1938.